# Bonfire
Bonfire je pětidiskový box set vydaný australskou hard rockovou kapelou AC/DC v roce 1997. Bonfire je poctou Bonu Scottovi a obsahuje soundtrack k filmu Let There Be Rock, předtím nevydané písně, nahrávky ze studia Atlantic Records v New Yorku a remastarovanou verzi alba Back in Black.
Ve Spojeném království vyšla také čtyřdisková verze bez alba Back in Black.

## Seznam skladeb
1. Live from the Atlantic Studios
  1. "Live Wire"
  2. "Problem Child"
  3. "High Voltage"
  4. "Hell Ain't a Bad Place to Be"
  5. "Dog Eat Dog"
  6. "The Jack"
  7. "Whole Lotta Rosie"
  8. "Rocker"
2. Let There Be Rock: The Movie CD 1
  1. "Live Wire"
  2. "Shot Down in Flames"
  3. "Hell Ain't a Bad Place to Be"
  4. "Sin City"
  5. "Walk All Over You"
  6. "Bad Boy Boogie"
3. Let There Be Rock: The Movie CD 2
  1. "The Jack"
  2. "Highway to Hell"
  3. "Girls Got Rhythm"
  4. "High Voltage"
  5. "Whole Lotta Rosie"
  6. "Rocker"
  7. "T.N.T."
  8. "Let There Be Rock"
4. Volts
  1. "Dirty Eyes"
  2. "Touch Too Much"
  3. "If You Want Blood (You've Got It)"
  4. "Back Seat Confidential"
  5. "Get It Hot"
  6. "Sin City"
  7. "She's Got Balls"
  8. "School Days"
  9. "It's a Long Way to the Top (If You Wanna Rock 'n' Roll)"
  10. "Ride On"
5. Back in Black (Remasterováno)
  1. "Hells Bells"
  2. "Shoot to Thrill"
  3. "What Do You Do for Money Honey"
  4. "Givin' the Dog a Bone"
  5. "Let Me Put My Love into You"
  6. "Back in Black"
  7. "You Shook Me All Night Long"
  8. "Have a Drink on Me"
  9. "Shake a Leg"
  10. "Rock and Roll Ain't Noise Pollution"